# Live (album 1984)
Live – pierwszy album koncertowy zespołu 1984 wydany w 2015 roku nakładem Polskiej Wytwórni Muzycznej RKDF.
Materiał został zarejestrowany 5 grudnia 2014 podczas koncertu w Polskim Radiu Rzeszów. Premiera albumu miała miejsce 16 lipca 2015 w Bolkowie na festiwalu Castle Party.

## Lista utworów
Źródło:.
1. „Na jednej chmurze” – 4:06
2. „Radio Niebieskie oczy Heleny” – 3:41
3. „Całe miasto śpi” – 3:21
4. „Na fali” – 3:30
5. „Człowiek” – 8:53
6. „Tu nie będzie rewolucji” – 3:18
7. „Ferma hodowlana” – 2:51
8. „Biała chorągiewka” – 4:40
9. „Zimna kraina” – 3:20
10. „Plastikowy ocean” – 3:29
11. „Biegnący wzdłuż koła” – 4:57
12. „Dala kogo pracujesz” – 3:08

## Skład
Źródło:.
- Piotr Liszcz – śpiew, gitara
- Robert Tuta – gitara basowa, programowanie, chórki
- Krystian Bartusik – perkusja